# Paul Clarvis
Paul Clarvis (Enfield (Londen), 9 april 1963) is een Britse muzikant (drums, percussie).

## Biografie
Clarvis speelde eerst in een dixieland-band en later in rockbands tijdens zijn schooltijd. Hij was ook lid van het Nationaal Jeugdorkest. Hij kreeg les van Jimmy Benson, later van Dave Hassell en Jim Blackley in Toronto en instructie over de tabla van Yousuf Ali Khan. Na het winnen van een studiebeurs kon hij van 1981 tot 1983 studeren aan het Royal College of Music. Hij werkte eerst in musicals als West Side Story en op het gebied van klassieke muziek bij de London Sinfonietta en Leonard Bernstein, voordat hij zich in de jaren 1990 in het jazzcircuit kon vestigen. Hij werkte samen met Gordon Beck en Nick Weldon en formeerde zijn eigen band Orquestra Mahatma met Stuart Hall, Sonia Slany en Thad Kelly, waarmee hij ook opnam. In 1996 maakte hij deel uit van het kwartet van Stan Sulzmann, het trio van Alec Dankworth en Martin Speakes Five Pitch, maar hij begeleidde ook Christine Tobin. Harrison Birtwistle maakte hem datzelfde jaar solist op de Night of the Proms. Hij toerde in 1998 met John Law, Tim Wells en met Andy Sheppard. Hij was ook lid van Colin Towns' Mask Orchestra, Henry Lowthers Still Waters en vormde Four in Perspective met Norma Winstone, Kenny Wheeler en Fred Hersch. John Williams haalde hem ook naar zijn Friends. Hij behoorde ook tot het trio Liquorice Stick Allsorts met Alan Barnes en Jim Hart.
Als studiomuzikant werkte hij vaak voor de filmstudio's. Hij heeft ook gewerkt voor Mick Jagger, Elvis Costello, Elton John, Paul McCartney, Annie Lennox, Sting, Bryan Ferry, Mark-Anthony Turnage (Greek), Richard Thompson (Industry), Moondog (Bigband), John Adams (Chamber Symphony), McFly, John Harle (Terror and Magnificence, Silencium), Matthew Herbert, Hugh Masekela en Sally Potter (The Roads not Taken). Als professor gaf hij les aan de Royal Academy of Music.

## Discografie
- 1997: Paul Clarvis, Stan Sulzmann, Tony Hymas For All the Saints
- 2000: Fred Hersch, Norma Winstone, Kenny Wheeler, Paul Clarvis 4 In Perspective
- 2009: Drumming

## Filmografie
Clarvis heeft bijgedragen aan een aantal films:
- Star Wars
- Harry Potter
- The Chronicles of Narnia
- Twilight films
- The Dark Knight
- Constant Gardner
- The Bourne Ultimatum
- Burn After Reading
- Shakespeare in Love
- Fantastic Mr. Fox
- James Bond
- Robin Hood
- G.I. Jane
- Notting Hill
- Tron
- The Mummy
- The Golden Compass
- Bee Movie
- Troy
- State of Play
- The Road
- The Last King of Scotland
- Spy Game
- Elizabeth: The Golden Age
- The Escapist
- Thunderbirds
- V for Vendetta
- The Passion
- King Arthur
- Dorian Gray
- Kingdom of Heaven
- Around the World in 80 Days
- Alien vs. Predator
- Madagascar
- On a Clear Day
- Captain Corelli's Mandolin
- Captain America
- Shrek
- Hugo Cabret
- Kung Fu Panda
- Lord of the Rings
- Prometheus
- the Hobbit
- The Great Gatsby

Clarvis had ook gewerkt met Quills (bandlid: The Quills Specialist Band), The Cell (eerste percussie), The Miracle Maker (etnische percussie), The Next Best Thing (percussie), The Darkest Light (percussie), Beautiful People (percussie), East Is East (drums en percussie), Heart (percussie), Beloved (aanbevolen muzikant), The Mighty (percussie), My Son the Fanatic (muzikant) en nog veel meer.